# 2010 في مصر
فيما يلي قوائم الأحداث التي وقعت خلال عام 2010 في مصر.

## أحداث
- 29 نوفمبر – انتخابات مجلس الشعب المصري 2010

## أفلام
من الأفلام التي صدرت هذه السنة في مصر:
- 1 يناير – 678 من إخراج محمد دياب.
- 1 يناير – الخروج من القاهرة
- 1 يناير – الديلر من إخراج أحمد صالح.
- 1 يناير – بلبل حيران من إخراج خالد مرعي.
- 1 يناير – رسائل البحر من إخراج داود عبد السيد.
- 1 يناير – زهايمر من إخراج عمرو عرفة.
- 1 يناير – سمير وشهير وبهير من إخراج معتز التوني.
- 1 يناير – عسل إسود من إخراج خالد مرعي.
- 1 يناير – عصافير النيل
- 1 يناير – ميكروفون من إخراج أحمد عبد الله السيد.
- 1 يناير – نور عيني من إخراج وائل إحسان.
- 1 يناير – هاوي من إخراج إبراهيم البطوط.
- 20 يناير – كلمني شكرا من إخراج خالد يوسف.
- 27 يناير – أحاسيس
- 3 فبراير – عايشين اللحظة
- 10 فبراير – ولد وبنت
- 17 مارس – قاطع شحن
- 5 مايو – تلك الأيام من إخراج أحمد غانم.
- 3 يونيو – الثلاثة يشتغلونها من إخراج علي إدريس.
- 16 يونيو – اللمبي 8 جيجا
- 16 يونيو – بنتين من مصر من إخراج محمد أمين.
- 29 يونيو – الكبار
- 30 يونيو – لا تراجع ولا استسلام من إخراج أحمد الجندي.
- 9 سبتمبر – الرجل الغامض بسلامته من إخراج محسن أحمد.
- 9 سبتمبر – عائلة ميكي
- 9 سبتمبر – ولاد البلد
- 10 نوفمبر – محترم إلا ربع من إخراج محمد حمدي يازر.
- 12 نوفمبر – ابن القنصل من إخراج عمرو عرفة.
- 22 ديسمبر – بون سواريه من إخراج أحمد عواض.
- 29 ديسمبر – الوتر من إخراج مجدي الهواري.

## كتب
من الكتب التي صدرت هذه السنة في مصر:
- 1 يناير – الطنطورية من تأليف رضوى عاشور.
- 1 يناير – النبطي من تأليف يوسف زيدان.
- 1 يناير – إسطاسية من تأليف خيري شلبي.
- 1 يناير – بروكلين هايتس من تأليف ميرال الطحاوي.
- 1 يناير – بيت الديب من تأليف عزت القمحاوي.

## وفيات

### يناير
- 1 يناير – أحمد محمد حامد علي (مواليد 1965)
- 1 يناير – التوربيني (مواليد 1980) قاتل متسلسل مصري.
- 30 يناير – عز الدين إبراهيم (مواليد 1928) أستاذ جامعي سعودي.

### مارس
- 10 مارس – محمد سيد طنطاوي (مواليد 1928) شيخ الأزهر السابع والأربعون.

### أبريل
- 18 أبريل – أبو حمزة المهاجر (مواليد 1968) سياسي مصري.
- 26 أبريل – مريم عبد العليم (مواليد 1930) فنانة مصرية.

### مايو
- 22 مايو – سعيد المصري (مواليد 1955)

### يونيو
- 1 يونيو – وهبي البوري (مواليد 1916) سياسي ليبي.
- 6 يونيو – مقتل خالد سعيد (مواليد 1982) صيدلي مصري.

### يوليو
- 5 يوليو – نصر حامد أبو زيد (مواليد 1943)

### سبتمبر
- 4 سبتمبر – محيي الدين اللباد (مواليد 1940)
- 27 سبتمبر – أحمد ماهر (مواليد 1935)

### نوفمبر
- 16 نوفمبر – كمال الشاذلي (مواليد 1934)

### ديسمبر
- 1 ديسمبر – برلنتي عبد الحميد (مواليد 1932) ممثلة مصرية.